# Beijing Yanjing Beer Company
 (mars 2021).
Si vous disposez d'ouvrages ou d'articles de référence ou si vous connaissez des sites web de qualité traitant du thème abordé ici, merci de compléter l'article en donnant les références utiles à sa vérifiabilité et en les liant à la section « Notes et références ».

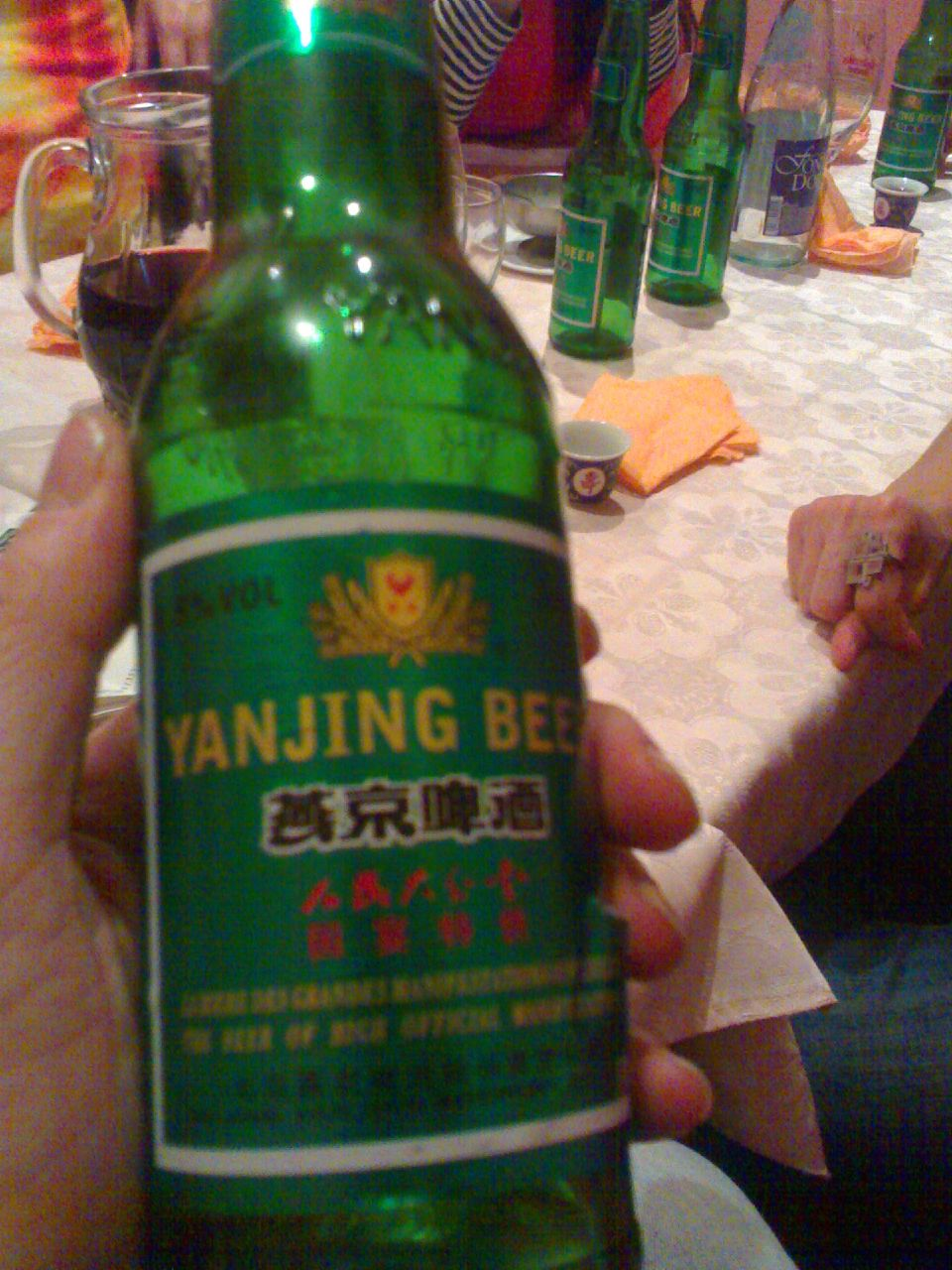
Une bouteille de Yanjing

La Beijing Yanjing Beer Company Limited est une brasserie produisant notamment la bière Yanjing (chinois simplifié : 燕京啤酒 ; pinyin : Yānjīng Píjiǔ) à Pékin en Chine. Cette entreprise est la dernière brasserie d'État de la République Populaire de Chine.

## Histoire
La brasserie Yanjing a été fondée en 1980, à son emplacement actuel dans le district de Shunyi de la banlieue nord de Pékin. Son statut et son nom actuels datent de 1997. Le nom Yanjing est dérivé du nom de la ville de Pékin du IIIe au Ve siècle av. J.-C..
La production annuelle de bière progresse, de 3,1 millions de tonnes en 2005 à 4 millions en 2008, en particulier grâce à une augmentation des exportations vers l'Amérique du nord, le Japon et l'Australie et dans une moindre mesure vers l'Europe.
Elle couvre une superficie de plus de 2,2 km2, environ 20 000 employés y travaillent, ce qui fait de cette brasserie une des plus grosses de Chine.

## Produits
Le produit principal est la Yanjing Beer (ou Yan Jing Beer), une bière pale lager.
L'eau provient des montagnes de Yanshan (chinois simplifié : 雁山). Les céréales utilisées sont le blé et l'orge, qui proviennent du Canada et d'Australie. Les ferments sont issus des bières allemandes, notamment par l'intermédiaire de la brasserie Tsingtao. Les bouteilles transparentes imposent un traitement spécial pour que la bière ne soit pas dégradée par les ultra-violets du soleil. Degré d'alcool : 4,5°

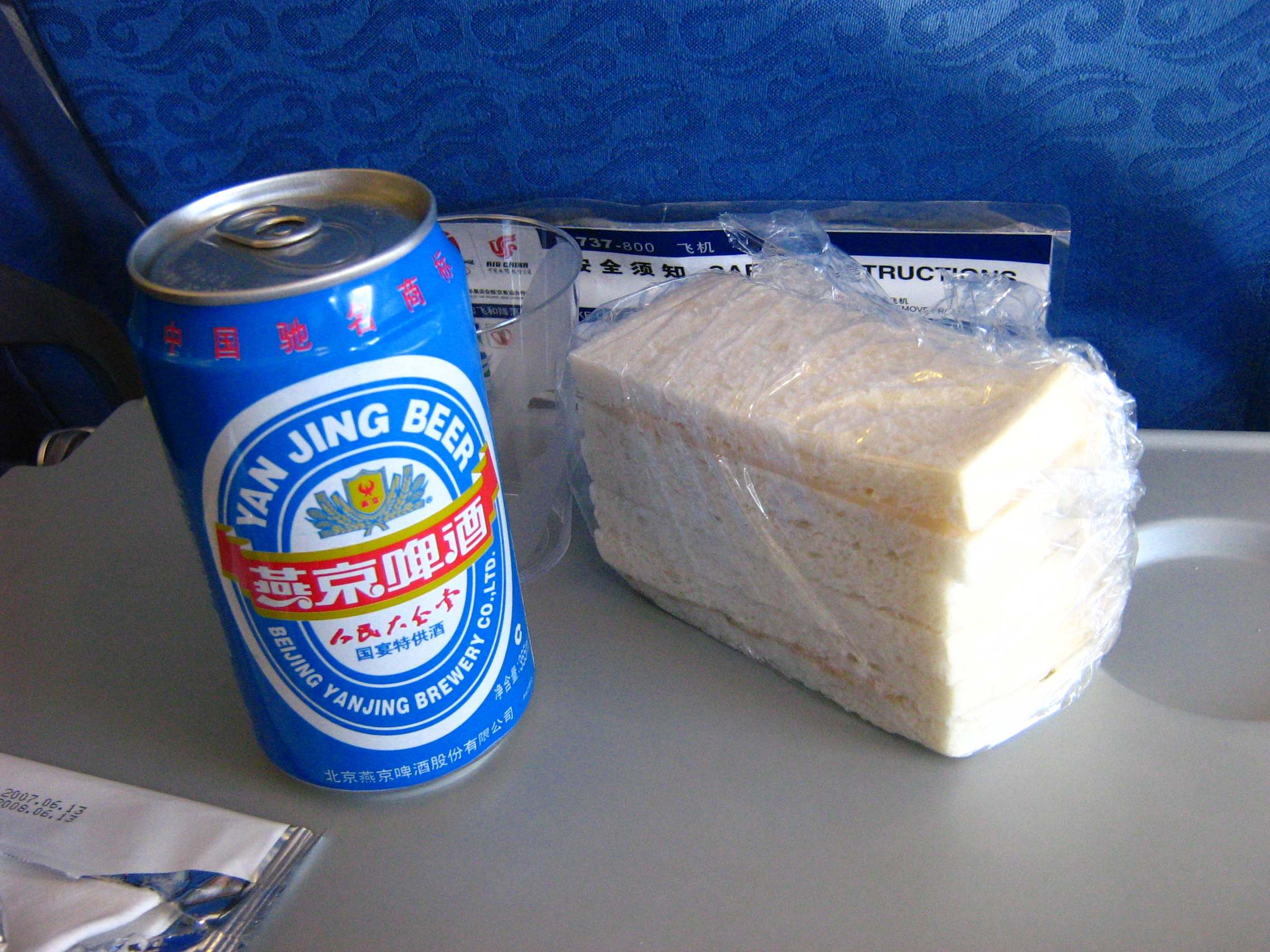
Une canette de bière Yanjing dans les avions d'Air China

Outre la bière, quelques produits sans alcools sont fabriqués dans cette entreprise, notamment des bouteilles d'ice tea, du thé au jasmin, ou cette boisson typiquement chinoise de sirop de prune amère appelée Jiulongzhai (chinois simplifié : 酸梅汤).

## Sponsors
Yanjing sponsorise les clubs irlandais Wexford Youths FC et Limerick F.C..
Yanjing était aussi un des sponsors majeurs des Jeux olympiques 2008. La Yanging est distribuée dans les avions de la compagnie Air China.